# Make Love Like a Man
Make Love Like a Man è un singolo del gruppo musicale britannico Def Leppard, il secondo estratto dal loro quinto album Adrenalize, pubblicato nel 1992. Raggiunse il terzo posto della Mainstream Rock Songs e la posizione numero 36 della Billboard Hot 100.

## La canzone
In una sua dichiarazione nella raccolta Vault, Joe Elliott ha dichiarato come questa canzone non tratti di come i Def Leppard cercassero di essere "macho" (come riportato nei versi del brano), ma si tratta più che altro di un pezzo divertente sulla falsariga di Let's Get Rocked per alleggerire l'atmosfera all'interno dell'album. La dichiarazione è presente solo nella versione inglese della raccolta, in quanto la canzone non è inclusa nella versione statunitense. Elliot ha scritto una nota simile per la raccolta successiva, Best of, scherzando sul fatto che "tutti hanno pensato che ci stessimo trasformando nei Manowar", e spiegando che la band doveva venire a patti con l'allora recente morte del chitarrista Steve Clark attraverso la traccia White Lightning e voleva avere una canzone più leggera per l'album.
In un'intervista radiofonica del 2014, Elliott ha dichiarato di non voler più suonare questo brano dal vivo, in quanto trova il suo testo "un cenno troppo stupido".
Il brano si caratterizza per la presenza, subito dopo l'assolo di chitarra, di una breve breve parte in rapping eseguita dal chitarrista Phil Collen.

## Video musicale
Il videoclip di Make Love Like a Man è stato diretto da Wayne Isham ed è il primo girato dalla band con il nuovo chitarrista Vivian Campbell. 

## Tracce
CD
1. Make Love Like a Man
2. Miss You in a Heartbeat
3. Action
4. Two Steps Behind (versione acustica)

Vinile 12"
1. Make Love Like a Man
2. Miss You in a Heartbeat
3. Two Steps Behind (versione acustica)

Musicassetta (USA)
1. Make Love Like a Man
2. Miss You in a Heartbeat

Musicassetta (GBR)
1. Make Love Like a Man
2. Miss You in a Heartbeat